# Chemin de fer de Monthermé à Hautes-Rivières

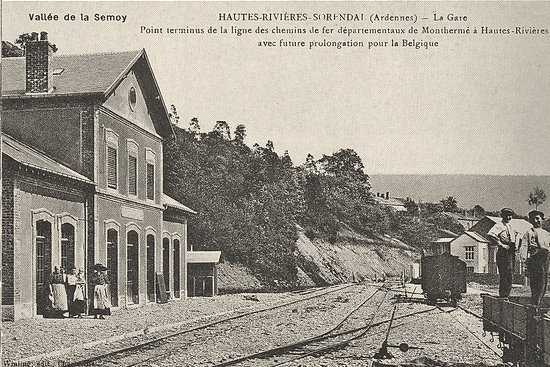
La gare de Hautes-Rivières vers 1914.

La voie ferrée Monthermé-Hautes-Rivières , localement dit « petit train de la Semoy » était une ligne ferroviaire à écartement métrique de 1 000 mm, dont le tracé  reliait Monthermé  à Hautes-Rivières en longeant la rivière Semois.

## Histoire
La voie ferrée Monthermé-Hautes-Rivières a été achevée en octobre 1901. C’était une voie « métrique », c’est-à-dire que les rails étaient écartés d’un mètre au lieu de 1,45 m sur la ligne Charleville-Givet. Dès le début de la Première Guerre mondiale, les Allemands ont démonté la voie ferrée pour récupérer les rails. Après le conflit, la voie est reconstruite et 1938 elle est prolongée jusqu’à la frontière belge ; la jonction avec la voie belge s'effectuant à Bohan.
Les vicinaux belges, de leur côté, n'ont atteint Bohan qu'à partir de 1935, après de lourds travaux : un tunnel de 220 mètres et deux ponts. Dès le début de la Seconde Guerre mondiale, le trafic international avec la Belgique a été interrompu et n'a jamais repris après la guerre, les ponts et le tunnel ont été détruits lors du retrait des Allemands et n'ont jamais été reconstruits (22,6 km ; la partie française a été fermée en 1950).
La plate-forme de l'ancienne ligne est aménagée en voie verte, la Trans-Semoysienne ouverte en 2016.

## Caractéristiques
La traction était effectuée par une locomotive à vapeur Corpet-Louvet de 24 tonnes en ordre de marche accouplée au « tender » à charbon et  briquettes de 10 kg et tirant deux wagons à voyageurs et plusieurs wagons de fret.
La voie comportait trois plaques tournantes permettant à la locomotive d’exécuter son demi-tour (Monthermé, Hautes-Rivières et Sorendal).

## Description
De Monthermé à Bohan, la ligne suit la rivière du côté nord. Le 19 octobre 1901, la ligne est ouverte jusqu'à Hautes-Rivières et le 1er mai 1914 jusqu'à Sorendal. La liaison avec la Belgique vers Bohan n'est ouverte qu'à partir du 17 octobre 1938. Les trains CA n'ont jamais roulé plus loin que Sorendal.

### Trajet
- Monthermé - Est - Laval-Dieu
- Tournavaux
- Haulmé
- Navaux
- Thilay
- Naux
- Nohan-sur-Semoy
- Les Hautes-Rivières

Après 1938
- Sorendal
- Bohan

## Images

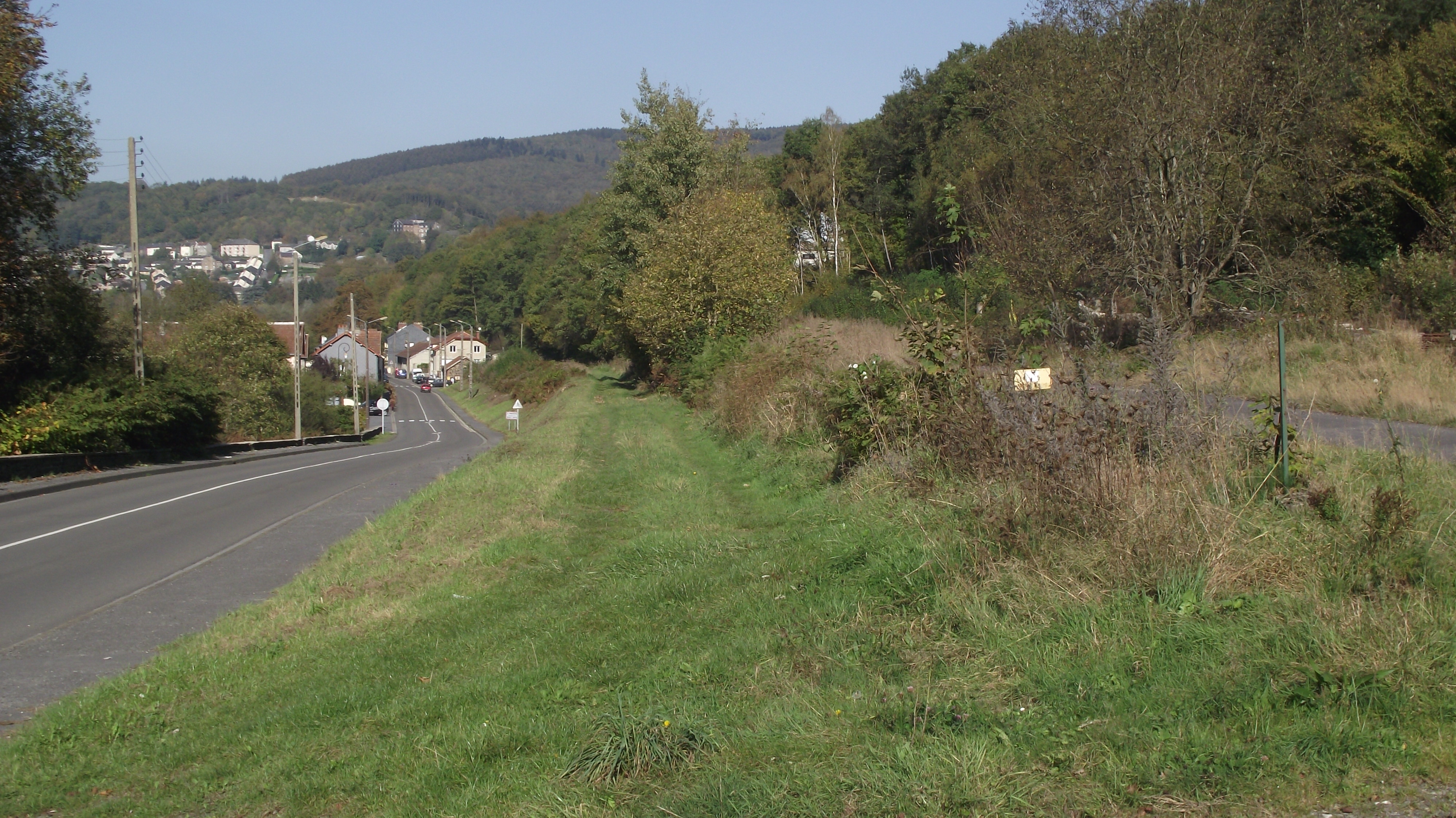
Début de tracé à Monthermé (chemin de droite).
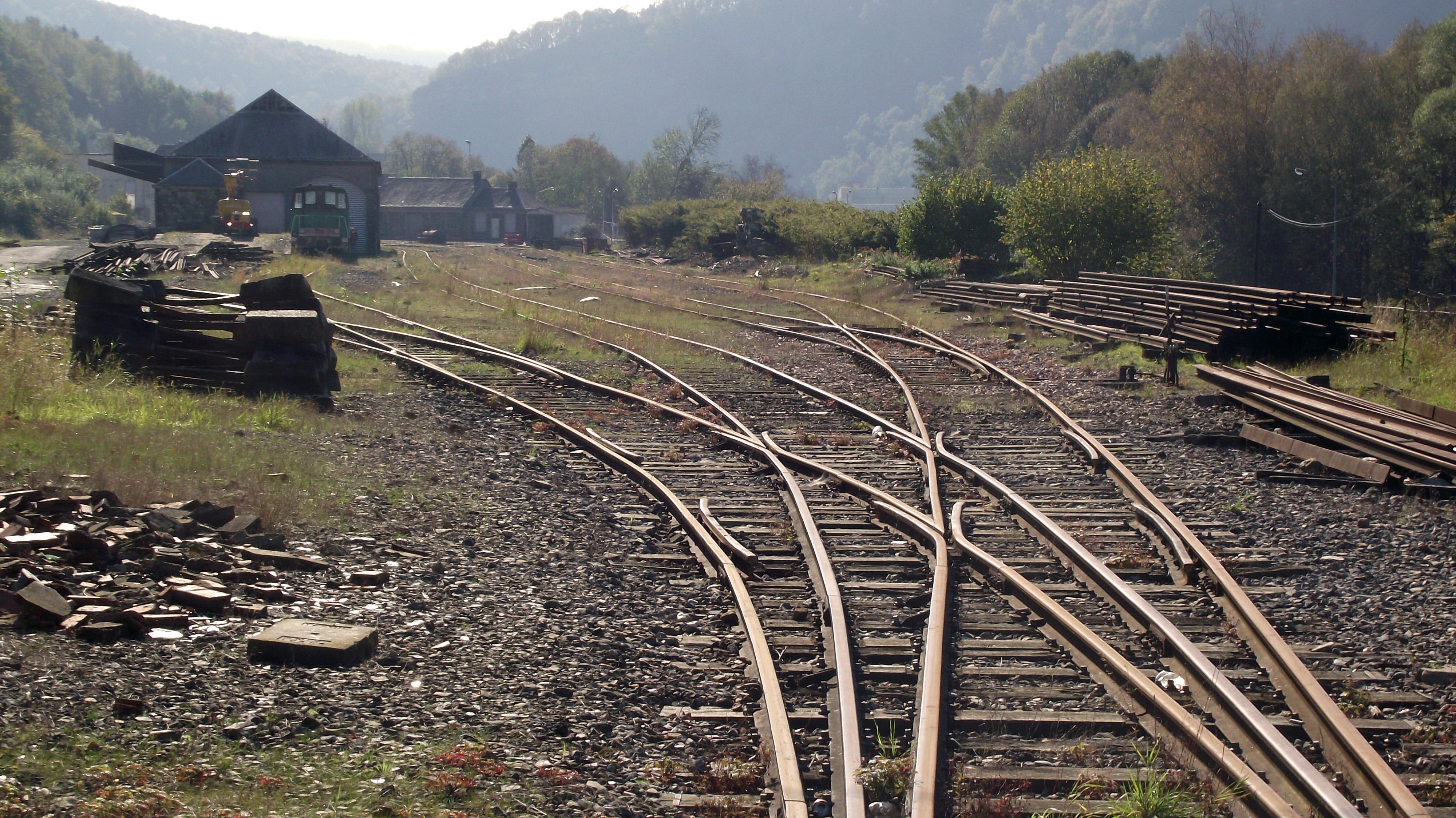
Emplacement rail départ.
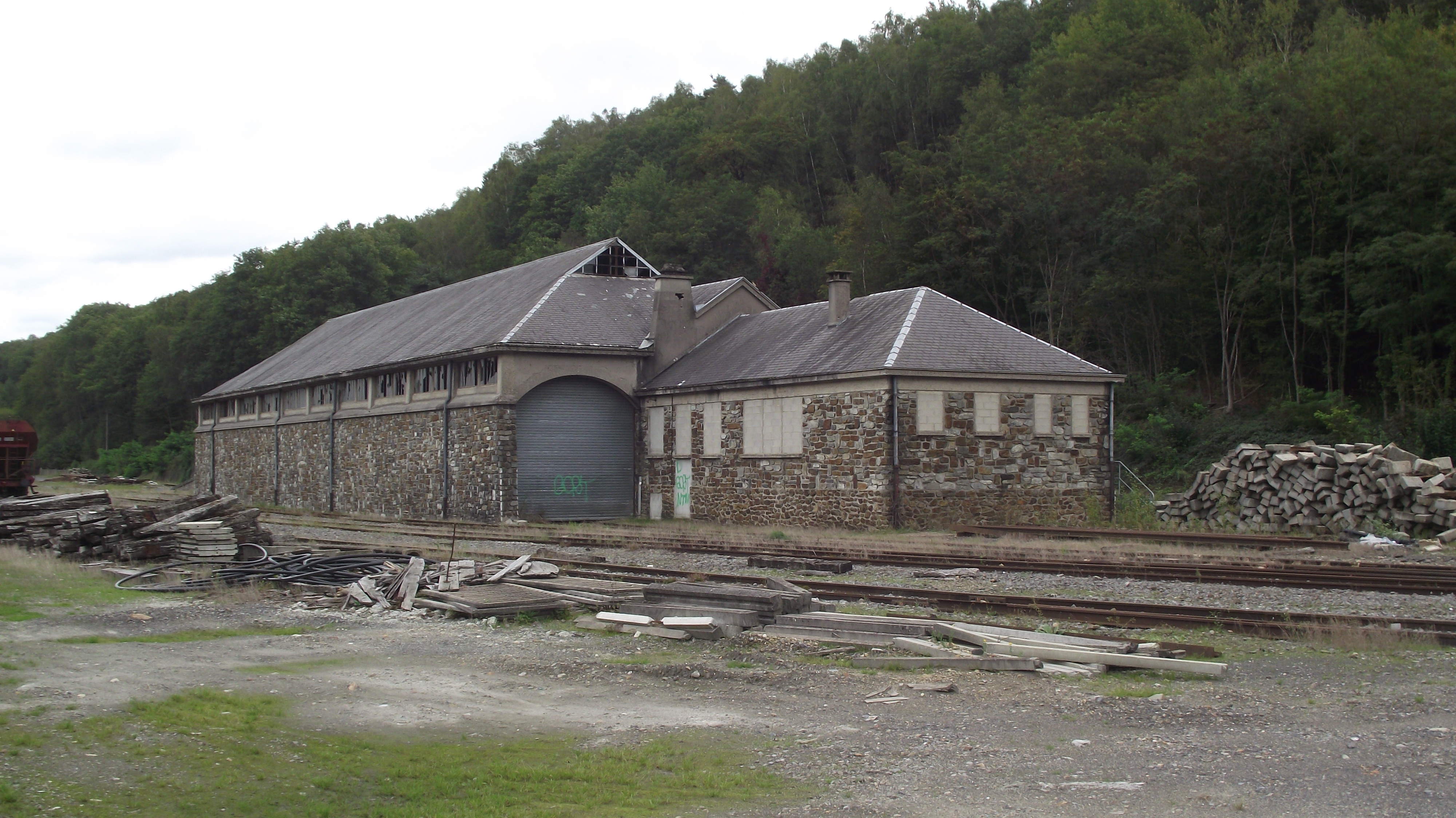
Ancien dépôt.
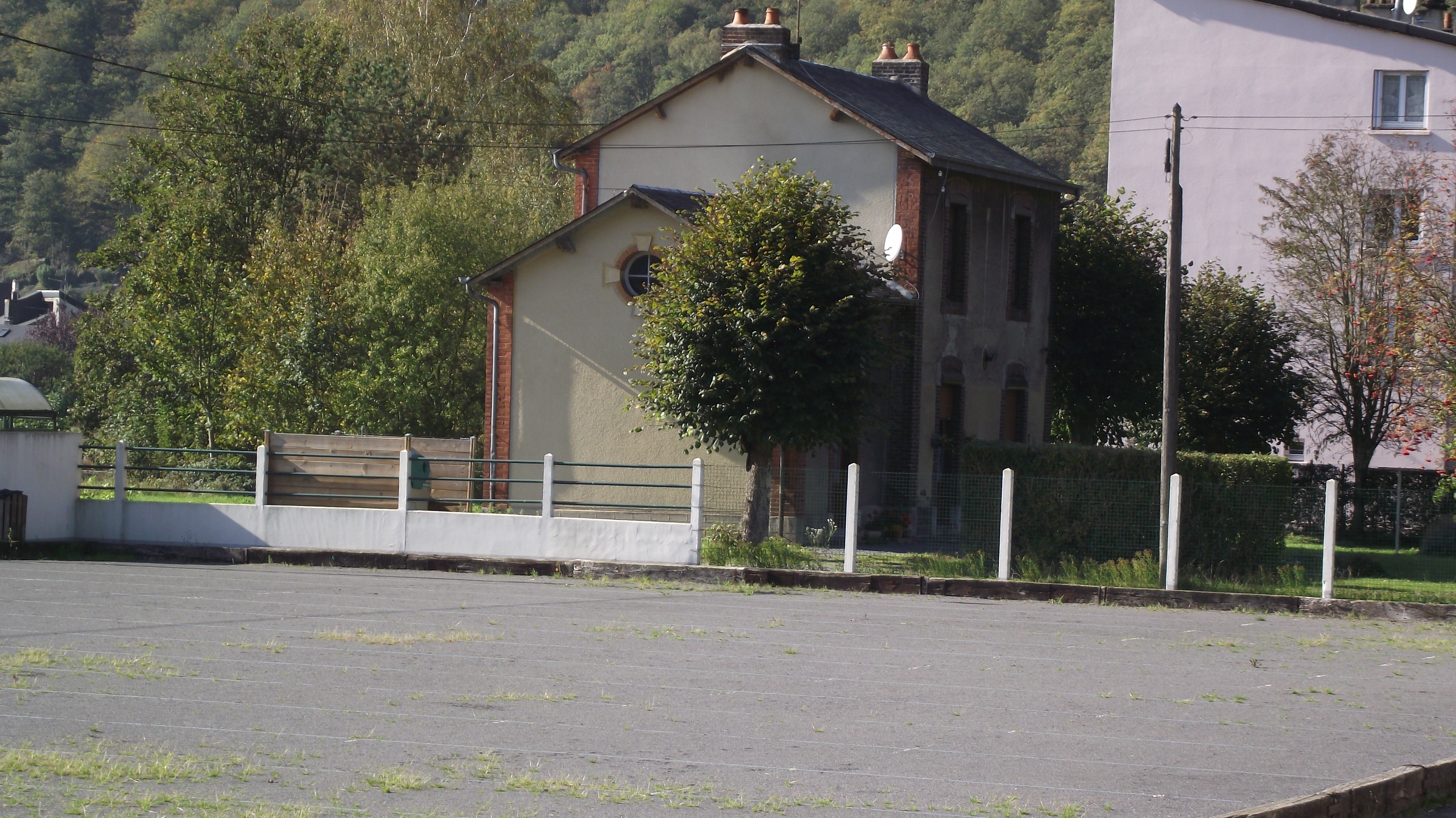
Gare de Hautes-Rivières.